# Plack
Plack – bilonowa moneta:
- niderlandzka bita od XIV do XVII w. w mennicach miejskich: Deventer, Kampen i Zwolle,
- szkocka o wartości 3 pensów, bita w latach 1468–1588.